# Xindu (köping i Kina)
Xindu (kinesiska: 信都镇, 信都) är en köping i Kina. Den ligger i den autonoma regionen Guangxi, i den södra delen av landet, omkring 370 kilometer öster om regionhuvudstaden Nanning. Antalet invånare är 48236. Befolkningen består av 23 338 kvinnor och 24 898 män. Barn under 15 år utgör 23,0 %, vuxna 15-64 år 68 %, och äldre över 65 år 8,0 %.
Genomsnittlig årsnederbörd är 2 157 millimeter. Den regnigaste månaden är maj, med i genomsnitt 326 mm nederbörd, och den torraste är februari, med 42 mm nederbörd.